# 阿德米拉倫峰
62°6′S 58°30′W / 62.100°S 58.500°W
阿德米拉倫峰（Admiralen Peak），是南極洲的山峰，位於南設得蘭群島的喬治王島，處於克雷平角西南面1.1公里的阿德默勒爾蒂灣西部，海拔高度305米，由讓-巴蒂斯特·夏古率領的法國探險隊命名，現時由南極條約體系管理。